# Lori Grimes

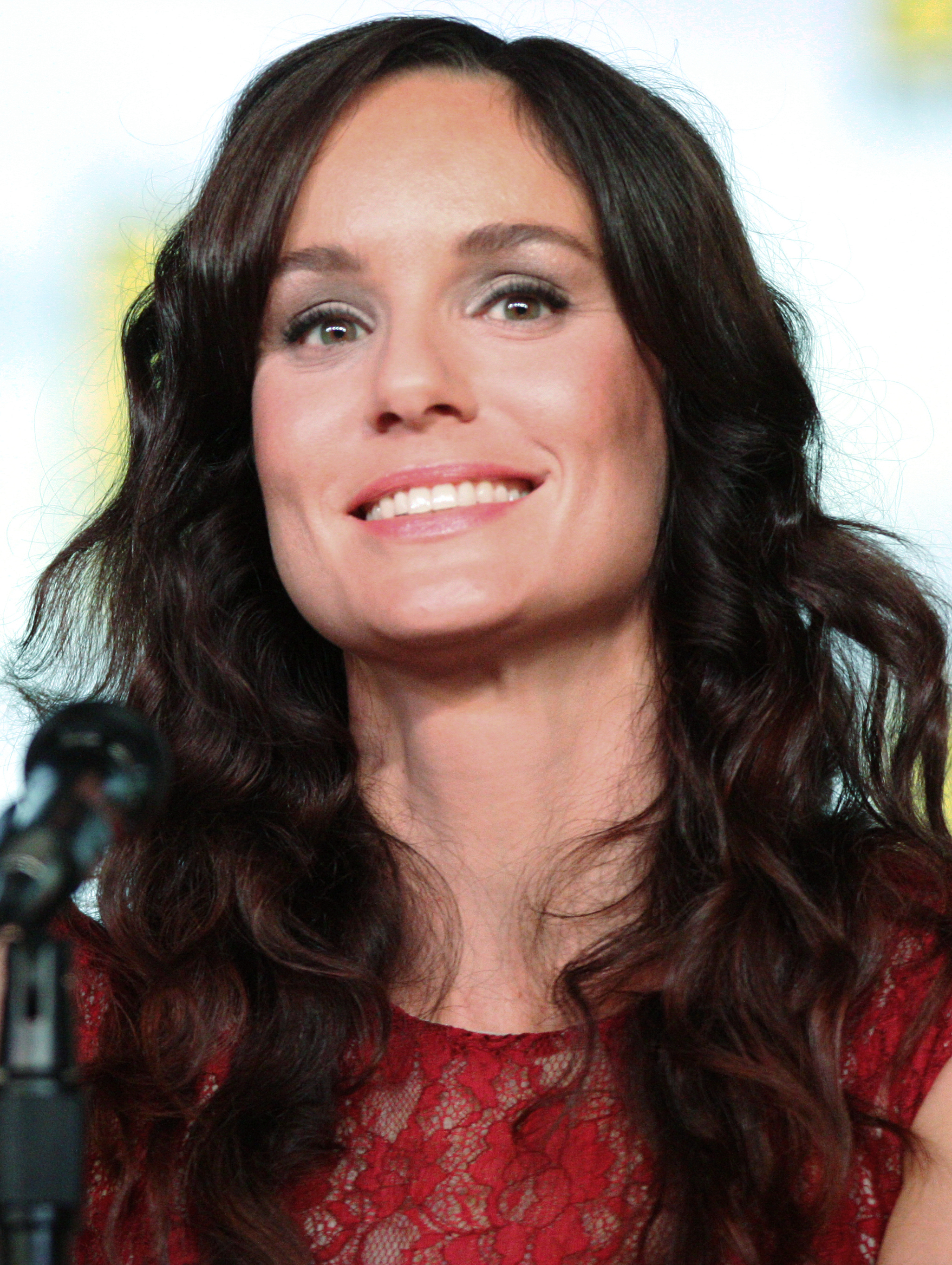
Sarah Wayne Callies spelar Lori Grimes i The Walking Dead.

Lori Grimes är en fiktiv figur från serieteckningen The Walking Dead och framställs av Sarah Wayne Callies i den amerikanska TV-serien med samma namn. Skapad av författaren Robert Kirkman och konstnären Tony Moore, debuterade karaktären i The Walking Dead #2 år 2003. I båda former av media är hon maka till huvudpersonen Rick Grimes och mor till Carl och Judith. Karaktären flyr från zombie-apokalypsen med Carl och Ricks partner Shane Walsh. Hon tror att hennes make är död och startar en relation med Shane.